# Токсоплазма
Токсопла́зма (Toxoplasma gondii) — вид апікомплексних паразитів, основним носієм яких є котячі, але може переноситися й деякими іншими теплокровними тваринами. Токсоплазмоз — хвороба, що її спричинює токсоплазма, зазвичай перебігає легко. Проте для внутрішньоутробного плоду, у випадку якщо мати заразилася токсоплазмозом під час вагітності, а також для людини зі зниженим імунітетом, ця хвороба може мати серйозні наслідки, аж до летального результату. Токсоплазма належить до типу Apicomplexa і є єдиним описаним видом роду Toxoplasma.

## Життєвий цикл

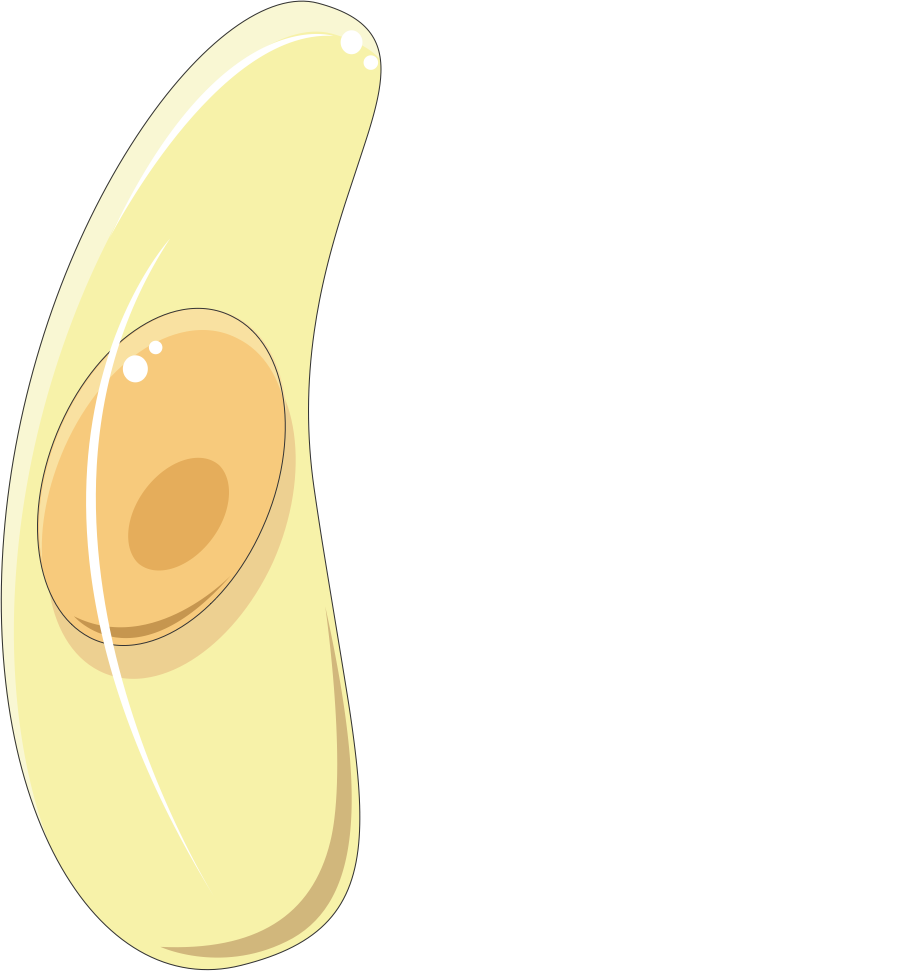
Схематичне зображення брадизоїта токсоплазми

Життєвий цикл Toxoplasma gondii складається з двох фаз. Статева частина життєвого циклу проходить тільки в особин деяких видів родини котячих (дикі та домашні кішки), які стають первинним хазяїном паразитів. Безстатева частина життєвого циклу може проходити у будь-якій теплокровній тварині, наприклад, у ссавцях (і в кішках теж) та в птахах.
Всередині цих проміжних хазяїв паразит проникає в клітини, формуючи так звані міжклітинні паразитофорні вакуолі, що містять брадизоїти - форми паразита, які поволі відтворюють форми паразита. Вакуолі формують тканинні цисти, в основному, в м'язах і в мозку. Оскільки паразит знаходиться усередині клітин, то імунна система хазяїна не може виявити ці цисти. Опірність до антибіотиків різна, але цисти дуже важко вивести з організму повністю. Усередині цих вакуолей t. gondii розмножується послідовністю поділу на дві частини доти, доки інфікована клітина врешті-решт не тріскається і тахізоїти не виходять назовні. Тахізоїти рухомі і розмножуються безстатевим способом, проводячи нових паразитів. На відміну від брадізоїтів, вільні тахизоїти легко усуваються імунною системою хазяїна, але при цьому можуть заразити клітини і сформувати брадізоїти, тим самим підтримуючи інфекцію.
Проникнення та вихід з клітини здійснюються токсоплазмою з залученням іонів кальцію та кальцієвого сигналу.
Тканинні цисти проковтуються кішкою (наприклад, коли вона з'їдає заражену мишу). Цисти виживають в шлунку кішки, і паразити заражають епітеліальні клітини тонкої кишки, де вони приступають до статевого розмноження і формування ооцист. Ооцисти виходять назовні з фекаліями. Тварини (зокрема, люди) проковтують ооцисти (наприклад, поїдаючи немиті овочі і т. д.) або тканинні цисти (у погано приготованому м'ясі) і заражаються. Паразити проникають в макрофаги в кишковому тракті і через кров розповсюджуються по тілу.

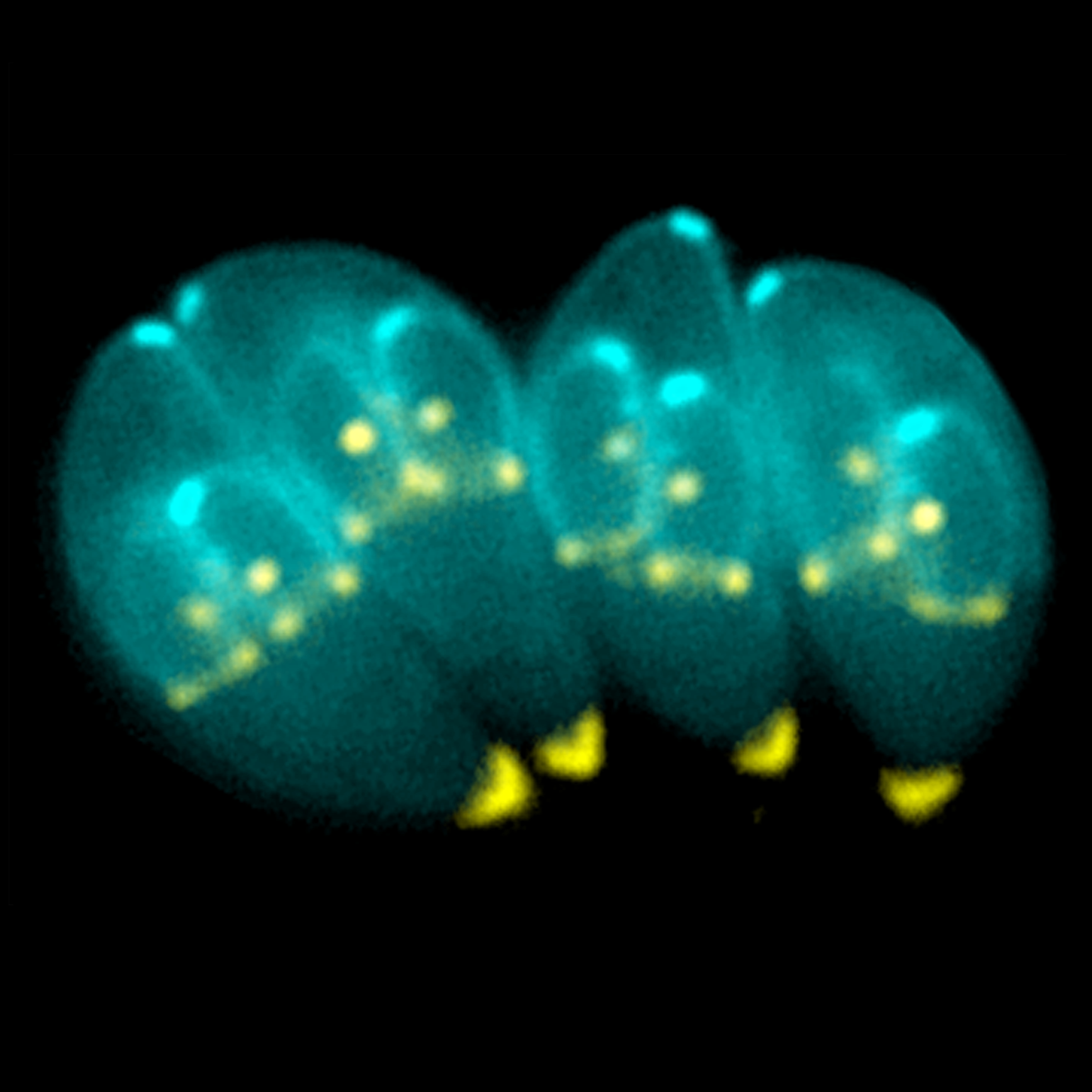
T. gondii при створенні дочірнього клітинного каркаса у материнській клітині.

Зараження токсоплазмою у гострій стадії може бути безсимптомним, але часто викликає симптоми грипу на ранньогострих стадіях, і, як і грип, може в окремих випадках привести до смерті. Гостра стадія спадає за період від декількох днів до місяців, переходячи в хронічну стадію. Хронічна інфекція зазвичай бессимптомна, але у разі імуноослаблених пацієнтів (а також пацієнтів, заражених ВІЛ, або пацієнтів, що проходять імунопригнічуючу терапію після пересадки органів) токсоплазмоз може розвиватися. Найчастішим проявом токсоплазмозу у імуноослаблених пацієнтів є токсоплазмозний енцефаліт, який може привести до смерті. Якщо зараження t. gondii виникає вперше під час вагітності, то паразит може пройти через плаценту, заразити плід, що може привести до гідроцефалії, внутрішньочерепного звапніння або до хоріоретиніту, а також до мимовільного аборту або внутрішньоутробної смерті.

## Зміна поведінки хазяїна
Було доведено, що паразит може впливати на поведінку хазяїна: заражені щурі та миші менше бояться кішок; відзначені факти того, що заражені щурі самі шукають місця, де мочилася кішка. Цей ефект сприятливий для паразита, який зможе розмножуватися статевим способом, якщо його хазяїн буде з'їдений кішкою. Механізм цієї зміни ще до кінця не вивчений, але існують докази того, що токсоплазмоз впливає на рівень нейромедіатора дофаміну в заражених мишей.
Також виявлено, що заражені токсоплазмою шимпанзе стають менш чутливими до сечі свого природного ворога-хижака леопарда.
При цьому не існує специфічного механізму впливу токсоплазми на мишей. Цисти токсоплазми потрапляють до різних відділів мозку, не тільки пов'язаних зі сприйняттям запахів. Вони впливають на імунну систему через шляхи активації запалення та опосередковано діють на загальний стан нервової системи. Саме тому токсоплазма може змінювати поведінку багатьох своїх проміжних хазяїв: птахів, плацентарних і сумчастих ссавців.

### Зміни поведінки людини
Проводячи біологічні паралелі між мишами і людьми, можна припустити, що поведінка людини теж міняється в деяких випадках. Фактично, спостерігаються взаємозв'язки між прихованим зараженням токсоплазмою і деякими з наступних характеристик:
- Підвищена ризикантність людини
- Повільніші реакції
- Велика  імовірність потрапити в аварію
- Відчуття ненадійності, тривоги та самосумніву
- Нейротизм
- Серед чоловіків спостерігався менший інтерес до новизни
- Серед жінок спостерігалася більша відвертість і щиросердість

«У популяціях, де цей паразит дуже поширений, масові особові зміни можуть приводити до змін в їх культурі. [Варіації в поширеності Taxoplasma gondii] можуть пояснити реально існуючі пропорції у відмінностях серед людських популяцій, які ми можемо спостерігати з погляду культури: его, гроші, матеріальна власність, робота і закони». (С) Kevin Lafferty, Cat parasite may affect cultural traits in human populations

### Роль токсоплазми в шизофренії
Існує декілька незалежних спостережень, які підтверджують роль зараження токсоплазмою у випадках прояву шизофренії та параної:
- Гостра інфекція токсоплазми іноді веде до психотичних симптомів, що не відрізняються від шизофренії.
- Деякі антипсихотичні медичні препарати, використовувані для лікування шизофренії (наприклад галоперидол), також зупиняють розвиток токсоплазми в клітинних культурах.
- Декілька досліджень знайшли значно підвищені рівні антитіл до токсоплазми у пацієнтів, хворих шизофренією, в порівнянні з рештою всього населення.[9]
- Зараження токсоплазмою веде до пошкодження астроцитів в головному мозку, такі самі пошкодження астроцитів спостерігаються при шизофренії.

## Поширеність захворювання у людей
У 33,1 % жителів США старших 12 років були знайдені специфічні для токсоплазми антитіла IGG, вказуючі на те, що вони були коли-небудь заражені токсоплазмою (цифри з досліджень 1999—2000 років).
Припускають, що у всьому світі до 65 % всього людства заражено паразитами toxoplasma gondii. Але при цьому відсоток зараження сильно розрізняється в різних країнах, від 22 % у Великій Британії до більше 88 % (або 45 % залежно від дослідження) у Франції, при цьому в Південній Кореї рівень зараження лише 4,3 %, а в Бразилії — понад 66,9 %.

## Як запобігти зараженню
Дивіться токсоплазмоз.

## У літературі
- Parasite Pig Вільяма Слітора з версією про позаземне походження Toxoplasma gondii
- У фільмі «На голці» персонаж вмирає від токсоплазмозу на тлі ВІЛ.
- В книзі норвезького письменника Ю.Несбьо "Кривавий місяць" антигерой використовує зазначених паразитів для вчинення злочинів